# Matron von Pitane
Matron von Pitane (altgr. Μάτρων) (* im 4. Jahrhundert v. Chr. in Pitane (Aiolis); † im 4. oder 3. Jahrhundert v. Chr.) war ein griechischer parodistischer Dichter des ausgehenden 4. Jahrhunderts v. Chr.

## Leben und Werk
Die Lebensdaten Matrons lassen sich nur indirekt erschließen. In den überlieferten Fragmenten erwähnt er mehrere historische Persönlichkeiten, die alle in der zweiten Hälfte des vierten vorchristlichen Jahrhunderts lebten: Euboios von Paros, Xenokles, Sohn des Xeinis von Athen, Stratokles, Sohn des Euthydemos von Athen, Chairephon von Athen, Astyanax von Milet und Antenor von Milet oder Athen, der ein erfolgreicher Sportler war. Ob Matron selbst in Athen lebte, ist nicht sicher.
Matron schrieb offenbar mehrere Werke, jedenfalls ist bei Athenaios, dem die Überlieferung der erhaltenen Textpartien zu verdanken ist, die Rede von παρῳδίαις. Da bei Athenaios niemals die Rede von mehreren (nummerierten) Büchern ist, kann aber angenommen werden, dass das Gesamtwerk Matrons nur eine Buchrolle, also wohl nicht mehr als etwa 1500 Verse, umfasste.
Überliefert sind von Matron durch Athenaios mehrere kürzere Fragmente sowie ein längerer Text von 122 Versen, das gemeinhin mindestens seit der Spätantike so genannte Attische Mahl (ἀττικὸν δεῖπνον). In diesen Hexametern werden zahlreiche Speisen eines üppigen Mahles aufgezählt. Sie beginnen mit den Worten „δεῖπνά μοι ἔννεπε, Μοῦσα, πολύτροφα καὶ μάλα πολλά“ („Nenne die Speisen mir, Muse, die reichlich nährenden und sehr vielen“) und parodieren damit nicht nur den Beginn der Odyssee, sondern vielleicht auch die Deipnonliteratur überhaupt.
Insgesamt sind aus den Werken Matrons 142 Verse erhalten. Ob bzw. wie die kürzeren Fragmente in längere Werke eingeordnet werden können, ist umstritten.